# 박정환 (육군참모총장)
박정환(朴正煥, 1966년 12월 1일 ~ )은 대한민국의 전직 군인이다. 합동참모차장을 지냈고 현재는 육군참모총장을 끝내고 예편하였다.

## 개요
대한민국 육군의 장성으로 현재는 예편 하였다. 윤석열 정부의 첫 육군참모총장이기도 하다.

## 학력
- 1978년 영주중앙초등학교 29회 졸업
- 1981년 영주중학교 30회 졸업
- 1984년 영주고등학교 30회 졸업
- 1988년 육군사관학교 44기 졸업 및 임관

## 경력
- 소위(少尉)
  - 제15보병사단 제50보병연대 제3대대 제2중대 제1소대장

- 중위(中尉)
  - 제15보병사단 제50보병연대 제3대대 제2중대 작전장교

- 대위(大尉)
  - 제15보병사단 제50보병연대 제3대대 제2중대장

- 소령(少領)
  - 제15보병사단 제50보병연대 제3대대 작전대장

- 중령(中領)
  - 제15보병사단 제50보병연대 제3대대장
  - 합동참모본부 작전본부 연합·합동작전담당

- 대령(大領)
  - 제15보병사단 제39보병연대장
  - 한미연합군사령부 지상군구성군사령부 전구작전협조실장
  - 한미연합군사령부 기획참모부 기획처장

- 준장(准將)
  - 제22보병사단 작전부사단장
  - 한미연합군사령부 지상군구성군사령부 작전처장

- 소장(少將)
  - 제1보병사단장
  - 한미연합군사령부 작전참모부 차장

- 중장(中將)
  - 제2군단장
  - 합동참모본부 작전본부장
  - 합동참모차장

- 대장(大將)
  - 육군참모총장

- 대한민국 육군협회 부회장

## 같이 보기
- 대한민국 육군본부
- 장성급 장교